# كأس سلوفينيا 1995–96
كأس سلوفينيا 1995–96 هو موسم من كأس سلوفينيا. كان عدد الأندية المشاركة فيه 32، وفاز فيه نادي ليوبليانا الأولمبي لكرة القدم ‏.